# Платялис, Корнелиюс
Корне́лиюс Платя́лис (лит. Kornelijus Platelis; род. 22 января 1951, Шяуляй) — литовский поэт, эссеист, переводчик, общественный и государственный деятель; лауреат Национальной премии Литвы по культуре и искусству (2002), президент Ассоциации творческих работников Литвы (объединяющий двенадцать творческих организаций Литвы — архитекторов, художников, дизайнеров, фотохудожников, кинематографистов, композиторов, переводчиков, музыкантов, писателей, народного искусства, театральных деятелей, журналистов).

## Биография
Учился в 5-й средней школе города Шяуляй. Окончил Вильнюсский инженерно-строительный институт (1973). В 1973—1975 годах служил офицером в Советской Армии. Несколько лет работал инженером в различных друскининкайских строительных организациях (1975—1988).
В 1991—1993 годах был заместителем министра культуры и просвещения Литвы. Был генеральным комиссаром литовской экспозиции на Всемирной выставке в Севилье (1992).
Был вице-мэром Друскининкай (1995—1996), консультантом Ассоциации самоуправлений Литвы. В 1996—1998 годах руководил издательством «Вага». В 1998—2000 годах — министр науки и просвещения Литвы.
С 2001 года главный редактор еженедельной газеты Союза писателей Литвы «Литература ир мянас» („Literatūra ir menas“; «Литература и искусство»).
Член Союза писателей Литвы (с 1988 года), Литовского ПЕН-Центра (с 1989 года; в 1991—1995 годах председатель). Председатель правления фестиваля «Поэтическая друскининкайская осень» (с 1990 года). Президент Ассоциации творческих работников Литвы с 2006 года.

## Творчество
Первая книга стихотворений «Слова и дни» („Žodžiai ir dienos“) вышла в 1980 году. Позднее выпустил несколько книг стихотворений, сборник эссе, книги переводов. На литовский язык переводил гимны Ригведы, поэтические произведения Элиота, Эзры Паунда, Шеймаса Хини, Виславы Шимборской, Э. Э. Каммингса, Уильяма Батлера Йейтса, также Оскара Милоша, Юлиуша Словацкого и других зарубежных авторов. Написал комментарии к Ветхому завету.
Поэзия Корнелиюса Платялиса переведена на английский, армянский, белорусский, венгерский, галисийский, греческий, грузинский, испанский, латышский, немецкий, норвежский, польский, словенский, украинский, французский, шведский, эстонский языки. На русский язык стихотворения Платялиса переводили Виталий Асовский и другие.

## Награды и звания
В 1985 году награждён Ятвяжской премией за стихотворение «Молитва ятвягов при нападении на врага» („Jotvingių malda šuoliuojant į priešą“).

Друскиникайская поэтическая осень, откровенно говоря, и появилась благодаря церемонии вручения премии, когда в 1985 году Сигитас Гяда достал из кармана десять рублей и вручил их Корнелиюсу Платялису, назвав Ятвяжской премией.— Владас Бразюнас. Когда цветут сады и пламенеют клены
Лауреат литературного фестиваля «Весна поэзии» (1996; за книгу «Слова к реке», „Prakalbos upei“. В 2002 году награждён Национальной премией Литвы по культуре и искусству.
Кавалер ордена Великого князя Литовского Гядиминаса (2011).
Лауреат премии Союза писателей Литвы (2011) за сборник стихов „Karstiniai reiškiniai“ (2010), литературной премии Института литовской литературы и фольклора (2019) за сборник стихотворений „Įtrūkusios mėnesienos“.

## Книги
- Žodžiai ir dienos: eilėraščiai. Vilnius: Vaga, 1980. (Pirmoji knyga).
- Namai ant tilto: eilėraščiai. Vilnius: Vaga, 1984.
- Pinklės vėjui: eilėraščiai ir poemos. Vilnius: Vaga, 1987.
- Būstas prie Nemuno: esė apie kultūros ekologiją. Vilnius: Vyturys, 1989.
- Luoto kevalas: eilėraščiai ir poemos. Vilnius: Vaga, 1990.
- Prakalbos upei: rinktinė. Vilnius: Vaga, 1995.
- Palimpsestai: eilėraščiai. Vilnius: Lietuvos rašytojų sąjungos leidykla, 2004.
- Karstiniai reiškiniai: eilėraščiai. Vilnius: Lietuvos rašytojų sąjungos leidykla, 2010.
- Snare for the wind: selected poems. Vilnius: Vaga, 1999.
- Four poets of Lithuania: Vytautas P. Bložė, Sigitas Geda, Nijolė Miliauskaitė, Kornelijus Platelis / selected and translated by Jonas Zdanys. Vilnius: Vaga, 1995.
- Copyright © . Reading (Pa.): Red Pagoda Press, 2002.
- Rodeo; Viršūnė. Reading (Pa.): Red Pagoda Press, 2000.
- © and other poems. Klaipėda: Klaipėda House of Artists, 2002.
- Palimpsestai: Eilėraščiai. Vilnius: Lietuvos rašytojų sąjungos leidykla, 2004.
- Korijantys veidrodžiai. Vilnius: Odilė, 2021.

### Переводы
- Tomas Stearnsas Eliotas. Pavasaris žiemos vidury: eilėraščiai ir poemos. Vilnius: Vaga, 1991.
- Czesław Miłosz. Lenkų literatūros istorija. Vilnius: Baltos lankos, 1996.
- Jonas Zdanys. Dotnuvos stoty: eilėraščiai. Vilnius: Vaga, 1999.
- Seamus Heaney. Kasanti plunksna: eilėraščių rinktinė, 1966—1991. Vilnius: Lietuvos rašytojų sąjungos leidykla, 2002.
- Ezra Pound. Lustra: poezijos rinktinė. Vilnius: Vaga, 2002.
- Robert Bringhurst. Kvėpuoti pėdomis, poezijos rinktinė. Vilnius: Versus Aureus, 2007.

### Составитель
- Poetinis Druskininkų ruduo 2004: almanachas. Vilnius: Vaga, 2004
- Poetinis Druskininkų ruduo 2005: almanachas. Vilnius: Vaga, 2005.
- Poetinis Druskininkų ruduo 2006: almanachas. Vilnius: Vaga, 2006.
- Poetinis Druskininkų ruduo 2007: almanachas. Vilnius: Vaga, 2007.